# Cheirolepidiaceae
Famille
Les Cheirolepidiaceae constituent une famille éteinte de l'embranchement ou division des Conifères.

## Description
Cette famille de conifères montre des analogies avec les Cupressaceae.
Les Cheirolepidiaceae présentent de très grandes variations dans :
- la morphologie et l’anatomie du système végétatif ;
- la morphologie et l’organisation des cônes ;
- la structure des parois externes des pollens, bien que tous ne soient rapportés qu’à un seul genre : Classopollis[1].

## Habitats
Cette diversité remarquable témoigne d’un haut niveau d’adaptation biologique qui permet aux espèces de cette famille de coloniser un grand nombre d’habitats, surtout dans les régions intertropicales, où elles occupaient même les milieux salés (plantes halophytes).
Les Cheirolepidiaceae ont ainsi colonisé la plupart des milieux continentaux et côtiers avant d'en être évincées progressivement par les Angiospermes durant le Crétacé et le Cénozoïque.

## Âge
Les Cheirolepidiaceae sont essentiellement présentes durant l’ère Mésozoïque, c'est-à-dire entre environ −252 et –66 millions d’années.

## Reproduction
Certaines espèces de cette famille sont considérées comme les premières plantes à avoir été pollinisées par des insectes (espèces éteintes de l’ordre des Mécoptères), dès le Jurassique moyen. Ces insectes ont disparu avec le remplacement de ces « anciens » conifères par les Angiospermes.

## Genres rattachés
Sept genres, incluant 22 espèces, sont classiquement rattachés à la famille des Cheirolepidiaceae :
- † Brachyphyllum à rameaux plusieurs fois ramifiés, avec feuilles écailleuses spiralées (voir photo ci-contre) ;
- † Cupressinocladus ;
- † Frenelopsis ;
- † Hirmeriella ;
- † Pagiophyllum ;
- † Pseudofrenelopsis ;
- † Tomaxellia.